# Angus Buchanan (união de rugbi)

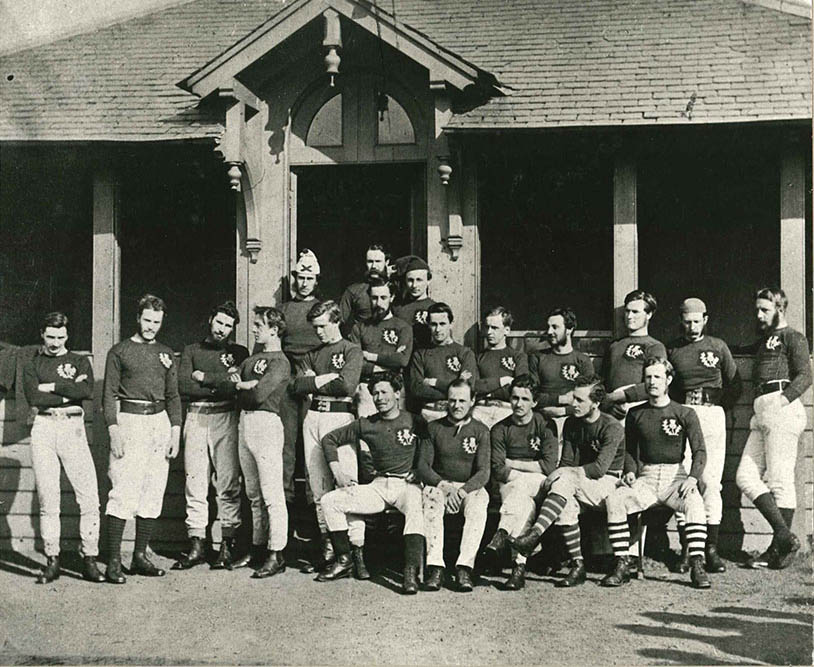
Primeira Seleção Escocesa de Rugby, 1871, para o 1º jogo internacional, contra a Inglaterra em Edimburgo, a Escócia venceu por 1 gol e 1 try a 1 try

Angus Buchanan (15 de janeiro de 1847 – 21 de fevereiro de 1927)  foi um jogador escocês de rugbi e críquete internacional. Foi um dos primeiros jogadores escoceses, foi convocado para a equipa nacional escocesa de rugby Predefinição:Nrut em 1871.

## Carreira na Rugby Union

### Carreira amadora
Ele jogou simultaneamente pela Royal High School FP,  e pela Universidade de Edimburgo . 

### Carreira provincial
Buchanan competiu pelo Distrito de Edimburgo .

### Carreira internacional
Buchanan jogou na primeira seleção Predefinição:Nrut,  e marcou o primeiro «try» no rúgbi internacional,  após uma tentativa considerada fracassada por George Ritchie .  A Escócia empurrou um scrum sobre a linha de try inglesa, e Buchanan caiu na bola. 
Isto foi convertido por William Cross, que criou o placar (crucialmente porque eram os gols que contavam, não as tentativas).  Os ingleses argumentaram que o try não deveria ser válido, mas foi concedido pelo árbitro Dr. Hely Hutchinson Almond (também escocês - os árbitros eram dois em campo: um de cada lado) 
Almond fez uma justificativa questionável para sua decisão:
"Deixe-me fazer uma confissão: não sei se a decisão que deu à Escócia o try que deu origem ao gol da vitória foi de fato correta. Quando um árbitro está em dúvida, acho que ele tem razão em decidir contra o time que faz mais barulho. Eles provavelmente estão errados."
De acordo com um dos jogadores ingleses:
«Após um maul, do lado de fora da linha de gol inglesa, os árbitros ordenaram que a bola fosse colocada no scrum, a cinco jardas da linha. A bola foi retirada e eliminada, mas, em vez de colocá-la no scrum, os atacantes escoceses conduziram todo o scrum em direção ao gol e, em seguida, a bola foi aterrada, reivindicando um try. Isso, embora ilegal de acordo com as leis inglesas, foi permitido pelos árbitros e o gol foi marcado por Cross.»
De acordo com registros confirmados, Buchanan foi o primeiro jogador escocês nascido, em janeiro de 1847, e tinha vinte e quatro anos e dois meses quando foi convocado. 

### Carreira de árbitro
Buchanan se tornou um árbitro internacional. Ele apitou a partida entre Escócia e Irlanda em 14 de fevereiro de 1880. 

## Carreira no críquete
Buchanan também jogou pela seleção escocesa de críquete . 

## Na mídia
Na ficção, Buchanan faz parte do universo maior de Harry Potter, aparecendo em um trecho escrito por J.K. Rowling para o site Pottermore . De acordo com isso, Angus Buchanan nasceu em uma família de bruxos, mas não era mágico (ou seja, um aborto). Além disso, ele supostamente publicou um livro "inovador" chamado My Life as a Squib, que destacou suas lutas para sobreviver em uma comunidade que o rejeitou e a maneira como ele encontrou um lar no mundo trouxa.  